# 海南吊石苣苔
海南吊石苣苔（学名：Lysionotus hainanensis）为苦苣苔科吊石苣苔属下的一个种。其种加词“hainanensis”意为“海南的”。
现接受名为吊石苣苔（Lysionotus pauciflorus Maxim., 1874）。